# Schloss Kehrdichannichts
Schloss Kehrdichannichts oder auch Kehr-dich-an-nichts ist ein ehemaliges Jagdschloss im Pfälzerwald auf der Gemarkung von Bad Dürkheim (Rheinland-Pfalz), das heute als Forsthaus dient. Es gehörte ursprünglich dem Leininger Grafengeschlecht.

## Geographische Lage
Das ehemalige Jagdschloss steht auf einer Höhe von 431 m ü. NHN im Mittelgebirge westsüdwestlich der Kreisstadt Bad Dürkheim zwischen den Tälern von Isenach im Norden und Schwabenbach im Süden.

## Geschichte
1588 wurde für den Waldbereich bei Bad Dürkheim bereits Wildhege erwähnt. An derselben Stelle wie später das Jagdschloss stand damals vermutlich schon ein älteres, einfacheres Gebäude, das dem Adel als Stützpunkt während der Jagd diente, aber den Pfälzischen Erbfolgekrieg wohl nicht überdauerte.
1707 ließ Graf Johann Friedrich von Leiningen eine neue hölzerne Jagdhütte errichten. Es war eine Reaktion auf das in unmittelbarer Nachbarschaft liegende Jagdrevier der Kurpfalz; man wollte die Reviernachbarn beobachten und die Grenzen klar festlegen.
1717 wurde dann mit dem Bau eines Jagdschlosses begonnen. Graf Johann Friedrich verstarb im Februar 1722 und erlebte die Fertigstellung nicht mehr. Sein Sohn Graf Friedrich Magnus ließ die Anlage noch 1722 vollenden. Sein Relief ziert dort immer noch eine Steinwand. Schloss Kehrdichannichts diente dem Grafen bis zu seinem Ableben im Jahre 1756 als Stützpunkt während der Jagd. Sein Nachfolger, Fürst Carl Friedrich Wilhelm, wurde der nächste Besitzer. Nach dem Übergreifen der Französischen Revolution auf die Pfalz scheint das Jagdschloss 1793 niedergebrannt worden zu sein.
Das vormals zweistöckige Gebäude wurde 1816 unter bayerischer Herrschaft durch den damaligen Baukondukteur Johann Bernhard Spatz einstöckig wieder aufgebaut und diente bis 1891 als Forsthaus. Dann sollte es abgerissen werden, was jedoch durch eine Privatinitiative verhindert wurde. Stattdessen wurde es an den Weingutsbesitzer Kommerzienrat Fritz Eckel aus Deidesheim veräußert. Zwar kaufte der Staat das Haus 1917 wieder zurück, es wurde aber wieder pachtweise den Neffen Eckels überlassen.
Ab 1927 war Kehrdichannichts wieder Forsthaus, bis zum Ende des 20. Jahrhunderts wurde im Gebäude auch eine Gaststätte betrieben. Mittlerweile ist das Gebäude als Wohnplatz Kehr dich an nichts, Forsthaus ausgewiesen. Es befindet sich in einem gegenüber 1816 nur gering veränderten Zustand und ist bewohnt.

## Name
Für die Hochebene, auf der das Gebäude steht, wurde der Name Kehrdichannichts erstmals 1651 erwähnt und später für das Gebäude übernommen. In der Gegend erzählt man sich, der Name sei so entstanden: Während der Jagd habe der Graf die Warnung eines Bediensteten, durch das Revier würden französische Truppen streifen, mit den Worten abgetan: „Kehr dich an nichts!“
In Anlehnung an die historischen Pfälzer Jagdhäuser Kehrdichannichts, Schaudichnichtum und Murrmirnichtviel nannte der pfälzische NS-Gauleiter Josef Bürckel sein um 1935 bei Ramsen errichtetes Jagdhaus Lassmichinruh.

## Sehenswürdigkeiten
Am Schloss befindet sich der Laubbrunnen, der im 18. Jahrhundert mit Wasserspielen versehen war. Zwei Skulpturen von Löwen bewachen den Eingang des Schlosses, weitere Skulpturen sind ebenfalls erhalten. Im Umkreis von wenigen Kilometern liegen die ehemaligen Jagdschlösschen Murrmirnichtviel und Schaudichnichtum.